# Албеле
Албеле (рум. Albele) — село у повіті Бакеу в Румунії. Входить до складу комуни Бирсенешть.
Село розташоване на відстані 219 км на північ від Бухареста, 30 км на південний захід від Бакеу, 112 км на південний захід від Ясс, 148 км на північний захід від Галаца, 113 км на північний схід від Брашова.

## Населення
За даними перепису населення 2002 року у селі проживала 741 особа, усі — румуни. Усі жителі села рідною мовою назвали румунську.